# Tremplin de Granåsen
Les tremplins de Granåsen sont des tremplins de saut à ski sur la colline de Granåsen à Trondheim en Norvège ; s'y trouve également un complexe sportif associé.
Sur ces tremplins sont régulièrement organisés des épreuves de la coupe continentale. C'est une étape annuelle de la Coupe du monde de saut à ski, dans le cadre de la Tournée nordique.
Le tremplin de Granåsen est, avec le tremplin de Holmenkollen à Oslo et le Lysgårds à Lillehammer, l'un des plus importants tremplins de saut à ski de Norvège.